# Blankmur
Blankmur er en mur med rå mursten, muren kan eventuelt være malet.

## Ekstern henvisning
- Redaktion: Arne Høi, Klaus Eggers Hansen, med tegninger af Jørgen Ganshorn, Søren Vadstrup, Murværk i blank mur, historie og vedligeholdelse, ISBN 87-91030-01-3

| Byggeri og bygningsdele | Spire Denne artikel om byggeri og bygningsdele er en spire som bør udbygges. Du er velkommen til at hjælpe Wikipedia ved at udvide den. |